# Hellmuth Pfeifer
Pour les articles homonymes, voir Pfeifer.
Hans-Hellmuth Pfeifer (18 février 1894 à Altenbourg - 22 avril 1945 à Bologne) est un Generalleutnant allemand qui a servi au sein de la Heer dans la Wehrmacht pendant la Seconde Guerre mondiale.
Il a été récipiendaire de la croix de chevalier de la croix de fer avec feuilles de chêne. La croix de chevalier de la croix de fer et son grade supérieur, les feuilles de chêne, sont attribués pour récompenser un acte d'une extrême bravoure sur le champ de bataille ou un commandement militaire avec succès.

## Biographie
Hellmuth Pfeifer s'engage le 16 mars 1912 dans le 83e régiment d'infanterie (Cassel) de l'armée prussienne en tant que porte-drapeau. Le 18 août 1913, il est promu lieutenant dans le 164e régiment d'infanterie (brevet du 19 août 1911). 
il a été impliqué dans des actions défensives pendant la Campagne de la rivière Moro, contre le débarquement d'Anzio, la défense de la ligne d'Arno à l'ouest de Florence, et enfin la défense de Bologne où il a été tué le 22 avril 1945

## Décorations
- Croix de fer (1914)
  - 2e classe (3 octobre 1914)
  - 1re classe (5 octobre 1915)
- Croix d'honneur pour combattants 1914-1918 en 1934
- Agrafe de la croix de fer (1939)
  - 2e classe (8 juin 1940)
  - 1re classe (16 juin 1940)
- Insigne de combat d'infanterie en Argent
- Croix allemande en or (31 octobre 1942)
- Croix de chevalier de la croix de fer avec feuilles de chêne
  - Croix de chevalier le 26 November 1941 en tant que Oberstleutnant et commandant du Infanterie-Regiment 185[1]
  - 574e feuilles de chêne le 5 septembre 1944 en tant que Generalleutnant et commandant de la 65.Infanterie-Division[2]
- Mentionné dans le bulletin radiophonique Wehrmachtbericht (2 juin 1944)